# Théorie du double aspect

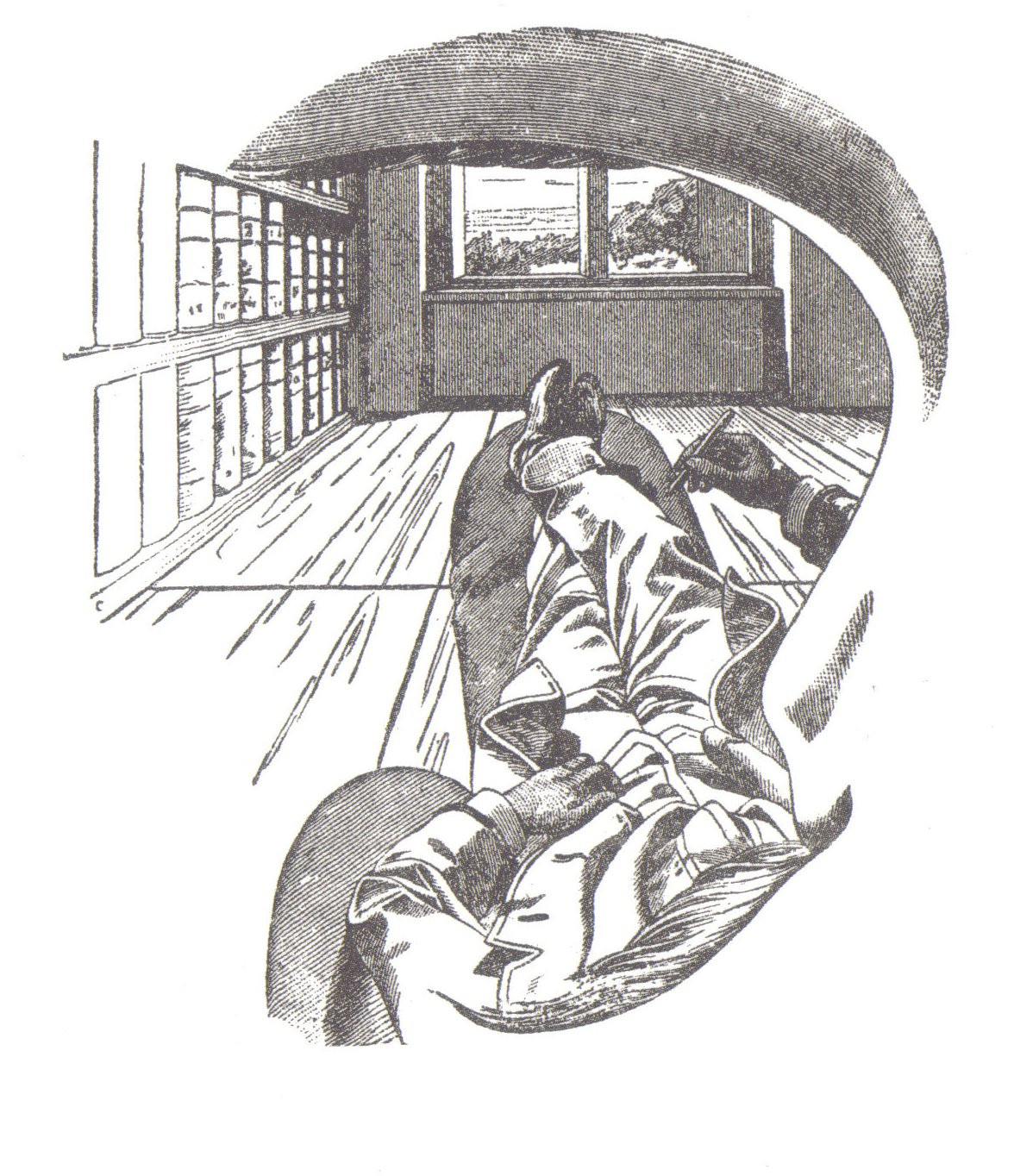
Autoportrait subjectif du physicien Ernst Mach, où la frontière entre « monde extérieur » et « monde intérieur » est délibérément brouillée.

En philosophie, la théorie du double aspect est une théorie épistémologique ou métaphysique s'appuyant sur l'idée que la conscience (ou l'« esprit ») et la matière sont deux aspects complémentaires et irréductibles l'un à l'autre de la même réalité fondamentale. Celle-ci y est présentée le plus souvent comme un domaine ontologique sous-jacent se manifestant à parts égales sous les deux aspects, liés ensemble indissociablement, de la subjectivité (ou « intériorité ») et de l'objectivité (ou « extériorité »). Ainsi, chaque individu pensant peut se connaître sous deux aspects : l'un « interne » et l'autre « externe », l'un psychologique et subjectif, l'autre physique et objectif. Leurs voies d'accès reposent respectivement sur l'introspection et sur l'observation scientifique (par exemple l'observation du fonctionnement cérébro-moteur).
Certaines versions de la théorie du double aspect sont qualifiées de « monisme à double aspect » car elles soutiennent la thèse d'une réalité unique qui ne peut être appréhendée de manière directe, mais qui se manifeste néanmoins de façon indirecte sous deux aspects. Durant la seconde moitié du XIXe siècle, sous l'influence des doctrines de Spinoza, Leibniz et Schopenhauer, la théorie du double aspect finit par associer parallélisme psychophysiologique et panpsychisme. Elle est alors soutenue en Allemagne par Gustav Fechner et Wilhelm Wundt, en Angleterre par Alexander Bain, en France par Hippolyte Taine, qui tous sont des précurseurs de la psychologie expérimentale. 

## Conceptions philosophiques

### Spinoza

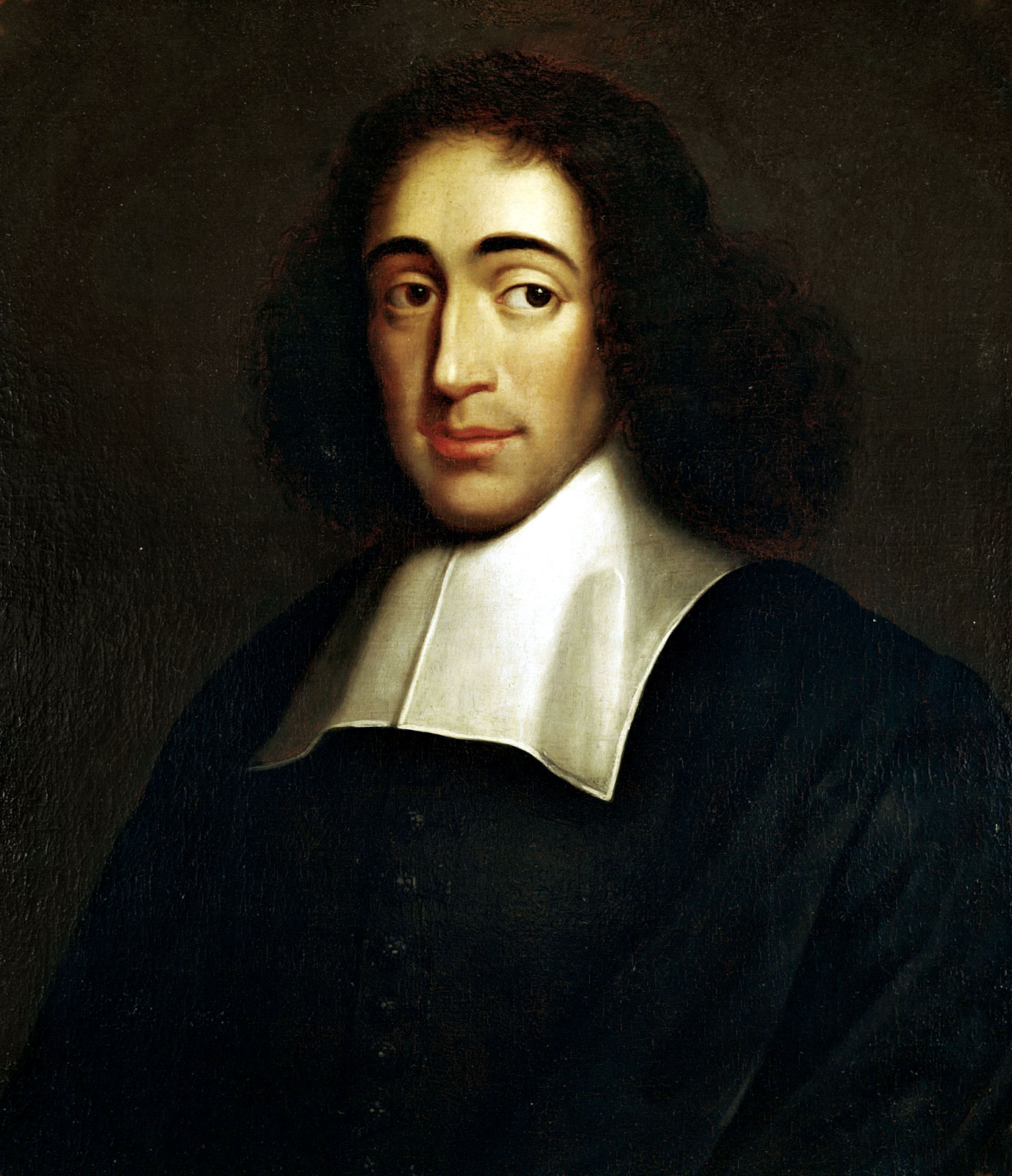
Baruch Spinoza, premier penseur moderne du monisme.

Dans les années qui suivent le milieu du XVIIe siècle, très marquées par le renouveau cartésien, le monisme de Baruch Spinoza présente une théorie des attributs selon laquelle une unique substance possède une infinité d'attributs parmi lesquels seuls l'esprit et la matière nous sont connus. C'est donc relativement à la connaissance humaine que la doctrine de Spinoza s'apparente à une théorie du double aspect. Tandis que Descartes admettait l'existence  de trois substances – l'esprit (la « pensée »), le corps (l'« étendue ») et leur union indivisible – Spinoza affirme l'existence d'une substance unique dont les attributs, en nombre infini, sont des manifestations complètes. L'esprit et la matière ne sont pas des substances différentes, comme dans le dualisme cartésien, mais des attributs de la substance reliés par une « unité d’essence ». La doctrine de Spinoza constitue en ce sens un monisme ontologique associé à un dualisme épistémologique où l'esprit et le corps sont conçus comme deux modalités d'apparition de « la même chose ».

### Leibniz
La métaphore géométrique du « parallélisme » entre l'esprit et le corps présente dans les théories du double aspect est de Leibniz et apparaît pour la première fois en 1702 dans ses Considérations sur la doctrine d'un esprit universel : 
« J'ai établi un parallélisme parfait entre ce qui se passe dans l'âme et ce qui arrive dans la matière, ayant montré que l'âme avec ses fonctions est quelque chose de distinct de la matière, mais que cependant elle est toujours accompagnée des organes de la matière […] et que cela est réciproque et le sera toujours. »
Chez Leibniz, comme avant lui chez Spinoza, le parallélisme est général et il découle de son panpsychisme : « Il y a un monde d'âmes […] dans la moindre partie de la matière ». 
Dans la version leibnizienne du parallélisme, c'est Dieu qui, à l'origine, a réglé l'accord entre d'un côté la série des « causes efficientes » qui modifient les corps et de l'autre la série des « causes finales » qui modifient les états de l'âme. Ce modèle de l'« harmonie préétablie » ou de la concomitance entre le corps et l'esprit constitue une version classique et théologique du parallélisme psychophysique et influence les tenants de la théorie du double aspect de culture allemande (Fechner et Wundt en particulier) à partir du milieu du XIXe siècle.

### Schopenhauer

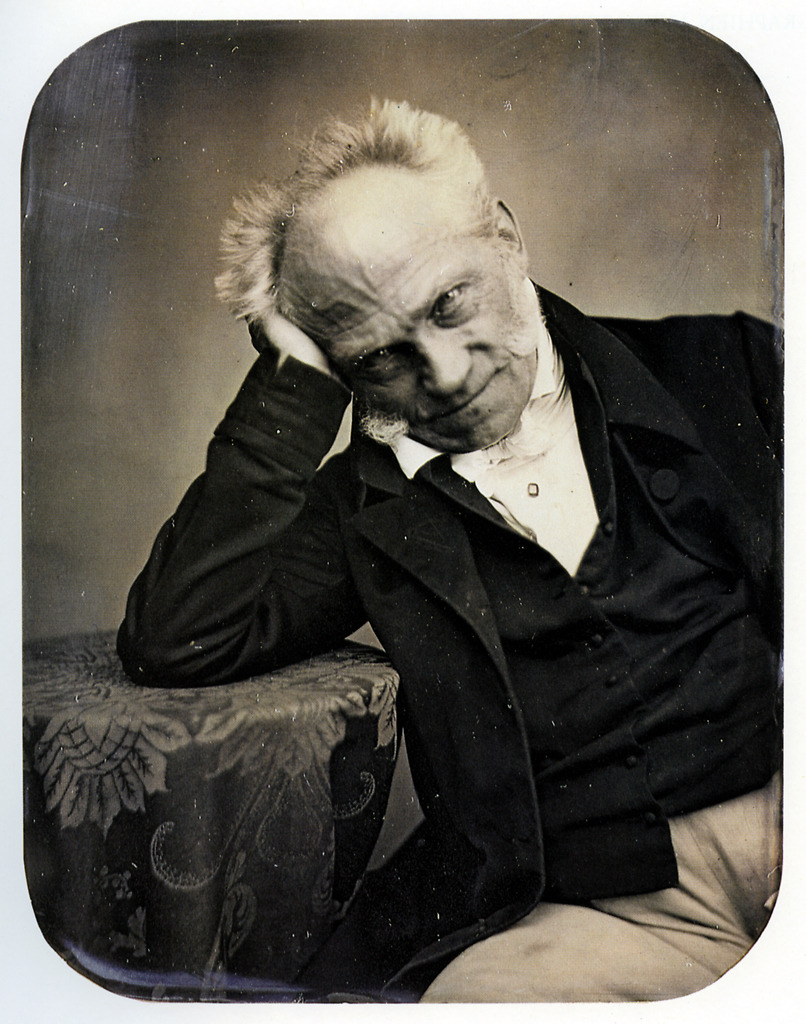
Arthur Schopenhauer, photographié en 1852.

Le système philosophique d'Arthur Schopenhauer est parfaitement résumé dans le titre de son principal ouvrage : Le monde comme volonté et comme représentation (Die Welt als Wille und Vorstellung),. Pour Schopenhauer, la réalité se manifeste de deux manières bien distinctes, mais en lien l'une avec l'autre. Il y a d'abord la représentation objective (Vorstellung) qui nous fait percevoir le monde comme image ou construction mentales, dans notre esprit. Lorsqu'une chose se donne à voir, ce qui est présent à l'esprit du sujet qui la voit n'est pas la chose en elle-même (chose en soi) mais sa représentation formée par ses impressions visuelles et son intellect. D'autres types de sensations entrent bien entendu en jeu, par exemple les senteurs et les sensations tactiles lorsque nous cueillons une rose. Ce qui est connu de cette manière n'est alors qu'une « idée » ou une « représentation » des choses engendrée par notre organisme, et en particulier par notre cerveau. 
L'autre façon pour la réalité de se manifester, complètement différente de la précédente, est l'expérience consciente de nos volitions, celles que nous éprouvons « de l'intérieur » et que nous pouvons connaître par la voie introspective. Ces volitions – qui renvoient toutes à un désir d'évitement de la souffrance – constituent la partie émergée d'un principe volitionnel fondamental que Schopenhauer nomme la « Volonté » (Wille). La Volonté constitue l'essence véritable de l'être humain, sa nature profonde. Or, puisque la nature humaine n'est pas fondamentalement différente de celle des autres entités du monde, la Volonté anime de l'intérieur tout ce qui existe, y compris les êtres inorganiques, comme un principe universel. Ce principe est une réalité « obscure », un fondement « abyssal » insaisissable en tant que tel ; il ne peut être compris par la raison (Grund) car il est lui-même sans raison, sans fondement (Grundlos). Néanmoins, la Volonté peut se manifester comme « phénomène », d'abord sous l'aspect intime de nos volitions conscientes, puis sous l'aspect extérieur de la représentation, forme « objectivée » de la Volonté.

### Fechner
Le psychologue et philosophe Gustav Fechner est le fondateur au milieu du XIXe siècle d'une nouvelle discipline scientifique qui inaugure la psychologie expérimentale et qu'il nomme « psychophysique ». Le projet principal de la psychophysique est d'instaurer une mesure quantitative des sensations afin de pouvoir les corréler numériquement avec l'excitation physique correspondante. Fechner justifie sur le plan philosophique cette corrélation par une théorie dans laquelle l'organisme matériel et l'esprit qui l'accompagne sont envisagés comme les deux faces d'une même réalité. 

#### Principe du double aspect
Toute la conception fechnerienne du problème corps-esprit repose sur un unique principe : la différence entre corps et esprit provient de l'existence de deux types de perspective sur un même individu, le point de vue externe et le point de vue interne : 
« Le corps et l'esprit, ou bien le matériel et le spirituel, ou bien le physique et le psychique ne sont pas différents selon leur fondement ou leur essence, mais seulement en raison de la différence du point de vue selon lequel on les conçoit ou les observe. »
Lorsqu'un être individuel se sent ou se perçoit lui-même de l'intérieur, il s'apparaît à lui-même comme une âme douée de conscience de soi ; lorsqu'il est aperçu de l'extérieur par un autre individu, cette perception a lieu depuis un point de vue tout à fait différent du premier, et apparaît alors comme corps matériel. Esprit et corps sont ainsi les deux faces, interne et externe, du même être. Le corps est d'abord ce que je vois dans l'extériorité par mes sens, et l'esprit, ce que je perçois comme étant moi-même par une intuition interne. Mais ces deux points de vue sont mutuellement exclusifs : l'aspect interne et l'aspect externe d'un même individu ne peuvent être accessibles au même observateur. Un sujet conscient a accès à sa propre intériorité, mais il n'a pas l'expérience directe du fonctionnement physico-chimique de son système nerveux ; il a accès à l'extériorité des autres vivants (et, au moins en théorie, à leur activité cérébrale) mais non à leur intériorité consciente. Quand l'un des deux aspects est présent, l'autre demeure occulté et inaccessible:
« Ce qui apparaît à soi-même – d'un point de vue interne – comme spirituel ou psychique, ne peut apparaître à quelqu'un qui se tient en face – placé à un point de vue extérieur – que sous une autre forme, qui est précisément l'expression matérielle et corporelle de la même chose. La différence entre les manifestations provient de la différence entre les points de vue d'observation respectifs. »
Ainsi, le corps et l'esprit peuvent être considérés comme deux types de « manifestations » (Erscheitnungen) d'une même substance, mais non comme deux types de substance :
« Dans la mesure où le même être a deux faces – une face spirituelle ou psychique, quand il s'apparaît à lui-même, et une face matérielle et corporelle, quand il apparaît à un autre sous une forme différente de la première – on ne peut dire que le corps et l'esprit sont réunis l'un à l'autre en tant que deux substances fondamentalement différentes. »
La distinction entre la matière et l'esprit est donc pour Fechner la conséquence de la structure double de l'expérience qu'il est possible d'avoir d'une entité donnée. L'esprit est l'expérience structurée comme auto-manifestation (Selbsterscheinung, « manifestation-de-soi-à-soi-même ») tandis que le corps est l'expérience structurée comme manifestation à autrui (« hétéro-manifestation »). Par ailleurs, il n'y a pas de « chose en soi » au sens kantien de ce qui existerait indépendamment des phénomènes : la substance d'un être n'est rien en dehors de son double mode d'apparition.

#### Analogie des deux horloges
Fechner reprend l'analogie donnée par Leibniz dans le deuxième et le troisième Éclaircissement sur le système nouveau de la Nature pour y illustrer sa propre conception de la relation entre l'esprit et le cerveau :
« L'esprit et le corps évoluent en parallèle l'un par rapport à l'autre ; à un changement dans l'un correspond un changement dans l'autre. Pourquoi ? Leibniz dit : on peut avoir sur ce point différentes opinions. Deux horloges fixées sur le même support ajustent mutuellement leur mouvement grâce à cet arrimage commun ; c'est la thèse dualiste couramment adoptée concernant les rapports de l'âme et du corps. Ou bien encore il se peut que quelqu'un pousse les aiguilles des deux horloges de telle façon qu'elles se meuvent toujours en harmonie l'une avec l'autre ; c'est la thèse de l'occasionnalisme, d'après lequel Dieu crée les changements mentaux correspondant aux changements corporels, et réciproquement, maintenant ainsi entre les uns et les autres une harmonie constante. Ou bien encore, les horloges peuvent être synchronisées de façon si parfaite au moment de leur mise en route, que d'elles mêmes elles marquent toujours exactement la même heure, sans qu'il soit besoin de les accorder : c’est la doctrine de l'harmonie préétablie entre l'esprit et le corps. ».
Or, poursuit Fechner :
« Leibniz a omis un point de vue – qui est peut-être le plus simple possible. Il se pourrait également que les deux horloges marquent la même heure, et en vérité ne divergent jamais, parce qu'elles ne sont pas en fait deux horloges distinctes. Dans ces conditions on fait l'économie du support commun, de l'ajustement mutuel permanent, de l'artificialité du montage initial. Ce qui apparaît à l'observateur extérieur sous la forme d'une horloge organique, pourvue d'un moteur et d'un mouvement fait de rouages et de leviers organiques, ou plutôt sous la forme de la partie la plus importante et la plus essentielle d'une telle machine, apparaît de l'intérieur à l'horloge elle-même d'une manière bien différente, à savoir comme son propre esprit, animé de mouvements tels que les sentiments, les désirs et les pensées. ».
C'est cette dernière interprétation qui correspond à la théorie fechnérienne du double aspect.

### Nagel

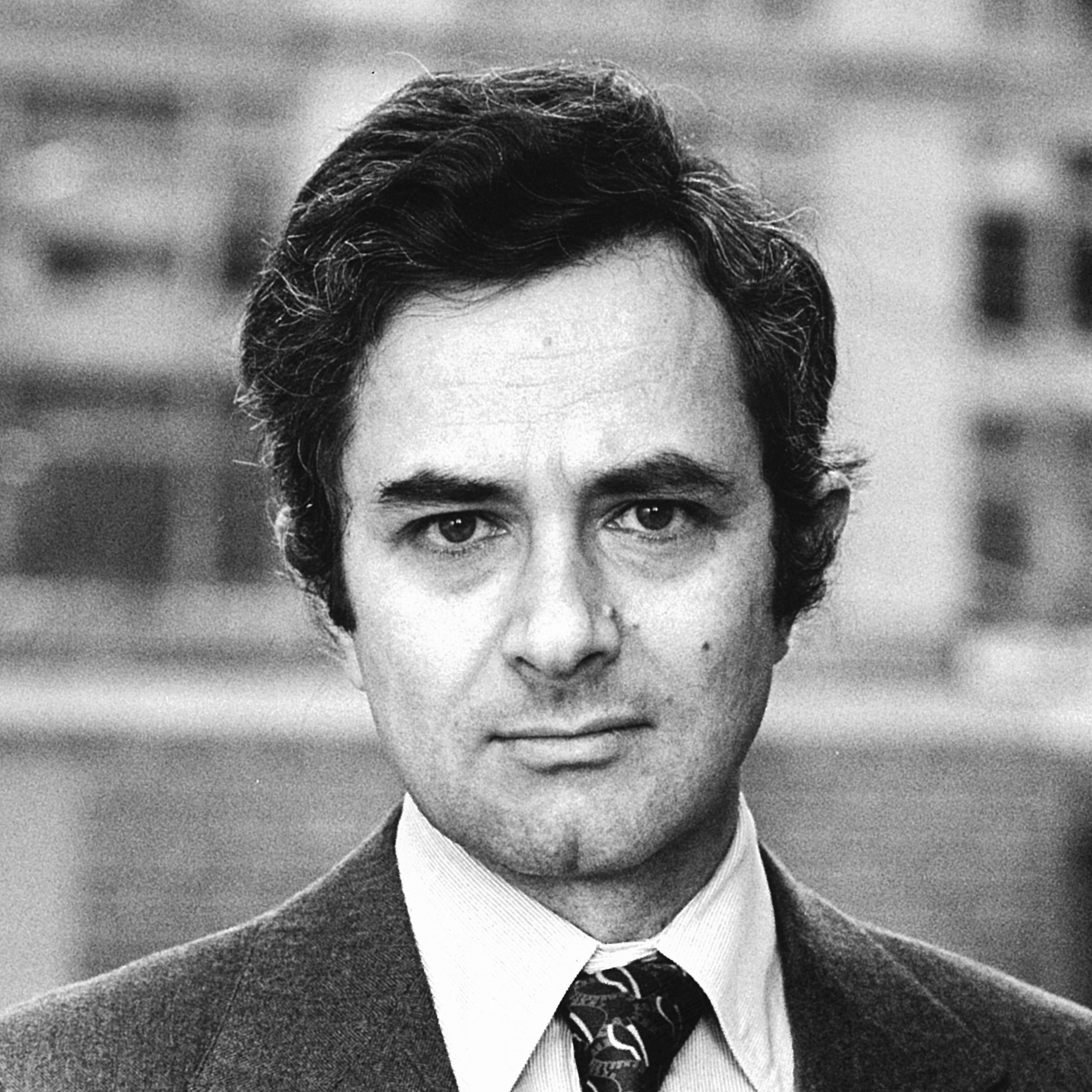
Thomas Nagel en 1978.

Dans un célèbre article de 1974 intitulé « Quel effet cela fait-il d'être une chauve-souris ? » ("What is it like to be a bat?"), le philosophe Thomas Nagel s'attaque à l'orthodoxie dominante en philosophie de l'esprit à l'époque de sa rédaction : le physicalisme. Il s'agit d'une conception réductionniste de l'esprit qui préconise l'identification des états mentaux à des processus physiques (neurobiologiques en l'occurrence). Nagel considère que les tentatives de réduction psychophysique de ses contemporains échouent car elles ne rendent pas compte de la conscience, propriété pourtant essentielle de l'esprit. Il insiste sur le caractère proprement subjectif et irréductible de l'expérience phénoménale, et il oppose de façon radicale deux voies d'accès à la réalité psychique :
1. le point de vue objectif et impersonnel de la science qui décrit l'activité cérébrale en lien avec le comportement
2. le point de vue subjectif qui est celui du sujet de l'expérience vécue.

Selon Nagel, il existe pour chaque espèce d'êtres vivants et conscients une façon spécifique de faire l'expérience du monde qui équivaut à « ce que cela fait » (« what it is like ») d'être un membre de l'espèce en question. Contrairement au point de vue scientifique et objectif sur le monde, qui est impersonnel et intersubjectif, cette perspective n'est pas accessible aux membres d'une autre espèce. Par exemple, nous ne pouvons pas savoir quelle est l'expérience vécue d'une chauve-souris lorsqu'elle perçoit ses propres signaux d'écholocation, y compris dans le cas où nous saurions tout de la réalité physique ou neurophysiologique du phénomène. Les expériences vécues constituent donc une perspective particulière sur le monde qui ne semble pas pouvoir s'intégrer dans une description physique et impersonnelle des choses, et seule une forme de parallélisme peut être établie entre ces deux types de perspective. 
D'après Isabelle Dupéron, la position de Thomas Nagel telle qu'elle est exposée dans ses Questions mortelles est assez proche de celle de Gustav Fechner. Elle inclut également une forme de panpsychisme qui, à l'inverse cependant du panpsychisme de Fechner, voit l'origine de la conscience non pas dans l'esprit de l'univers, mais dans les constituants élémentaires de la matière, pourvus eux-mêmes d'un intérieur psychique.

### Chalmers
En 1996, David Chalmers propose dans un ouvrage de philosophie de l'esprit intitulé L'Esprit conscient un programme de recherche spécifique pour la résolution de ce qu'il nomme le « problème difficile de la conscience ». Partant de la théorie mathématique de l'information développée par Claude Shannon, il y avance l'idée d'une double réalisation de l'information, avec :
1. la réalisation physique, qui correspond à la façon la plus commune de concevoir l'information contenue dans le monde
2. la réalisation « phénoménologique », qui intervient dans notre expérience vécue du monde.

Cette double « exécution » de l'information pourrait bien correspondre à une dualité située à un niveau plus profond de réalité, où résiderait la connexion fondamentale entre les processus physiques et l'expérience consciente. Par son caractère fondamental et « nomologique » (faisant intervenir des lois psychophysiques), une telle dualité pourrait être envisagée comme une règle primitive que Chalmers appelle « principe du double aspect ». Selon ce principe, l'information a deux aspects : un aspect physique et un aspect « phénoménal » (subjectif). Chaque fois qu'il y a un état phénoménal, il réalise un état informationnel, également réalisé dans le système cognitif cérébral. Réciproquement, lorsqu'un état informationnel est physiquement réalisé, il est aussi « phénoménalement » réalisé (sous certaines conditions). 
À lui seul, ce principe ne suffit pas à constituer une théorie psychophysique complète. Il en est plutôt une sorte de « matrice qui offre un cadre de base dans lequel des lois précises pourront être formulées ». Il laisse notamment ouverte la question de l'ontologie de l'information, c'est-à-dire de ce qu'est précisément l'information qui se réalise. Chalmers propose néanmoins une « ontologie du double aspect » qu'il rapproche du panpsychisme :
« La physique requiert des états informationnels, mais se soucie uniquement de leurs relations, non de leur nature intrinsèque ; la phénoménologie requiert des états informationnels, mais se soucie uniquement de leur nature intrinsèque. Cette conception [l'ontologie du double aspect] postule un unique ensemble fondamental d'espaces informationnels unifiant les deux. Nous pourrions dire que les aspects internes de ces états sont phénoménaux et que leurs aspects externes sont physiques. Sous forme de slogans : l'expérience est l'information vue de l'intérieur ; la physique est l'information vue de l'extérieur. »

## Physique théorique et métaphysique

### Principe de complémentarité
Au sens technique, la notion de complémentarité signifie qu'une proposition et son complément se rapportent à deux aspects d'une situation qui sont incompatibles entre eux, mais qui sont nécessaires ensemble pour décrire la situation de façon exhaustive. Définis comme complémentaires, le physique et le mental sont interprétés dans cette perspective comme deux aspects mutuellement exclusifs d'une même réalité. 

#### Aperçu historique
C'est le philosophe américain William James qui forge à la fin du XIXe siècle la notion de complémentarité dans un ouvrage didactique de psychologie,. Elle est alors reprise par certains psychologues pour rendre compte notamment de la perception bistable de stimuli ambigus (scènes visuelles ou auditives donnant lieu à deux interprétations différentes). Niels Bohr transpose cette notion en physique à partir de 1927, année de la conférence de Côme où il présente sa première formulation de la physique quantique. Le concept de « complémentarité » doit remplacer selon lui celui de « dualité onde-corpuscule », et s'étendre au-delà de la physique. Dans le même esprit, le physicien Wolfgang Pauli, initiateur lui aussi de la physique quantique, affirme dans un article de 1950 consacré à la complémentarité que « la question de la complémentarité dans la physique s'étend naturellement, au-delà du champ étroit de la physique, à des domaines analogues de la connaissance humaine ». Puis, en collaboration avec son psychiatre Carl Gustav Jung, avec lequel il co-écrit Naturerklärung und Psyche (« L'interprétation de la nature et de la psyché ») en 1952, il élabore une théorie spéculative nommée aujourd'hui « conjecture de Pauli-Jung » d'après laquelle il existe un double mode d'apparition, mental et matériel, d'une unique réalité qui se manifeste en termes d'aspects complémentaires.

#### Conjecture de Pauli-Jung

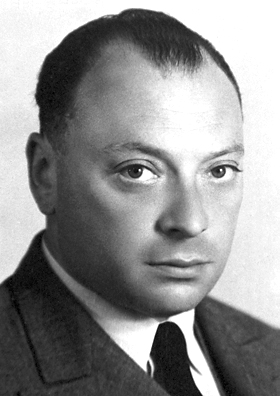
Wolfgang Pauli en 1945.

Le physicien Wolfgang Pauli et le psychiatre Carl Gustav Jung ont commencé à réfléchir sur les relations esprit-matière peu avant leur première rencontre en 1932, mais c'est seulement à partir de 1946 que leurs échanges épistolaires les conduisent à concevoir ensemble une version du monisme à double aspect appuyée sur la physique quantique et la psychologie des profondeurs. Elle est nommée, depuis les travaux d'Harald Atmanspacher dans les années 2000, « conjecture de Pauli-Jung ». La nouveauté probablement la plus importante de cette conjecture est une caractérisation du double aspect de la réalité en termes d'aspects complémentaires, caractérisation d'abord envisagée par Pauli dans un article de 1952 : « il serait des plus satisfaisants que la physique et la psyché puissent être conçues comme des aspects complémentaires d'une même réalité ». Par la suite, dans sa volumineuse correspondance avec Jung, Pauli définit la nature épistémique (ou informative) et contextuelle de ce double aspect. Les distinctions entre le physique et le mental sont générées d'après lui par des « coupures épistémiques » au sein du domaine de réalité sous-jacent, lui-même sans division ni distinction.
La caractéristique la plus originale de la conjecture Pauli-Jung est le parallèle qu'elle fait entre les caractéristiques holistiques du monde quantique et celles de l'inconscient archétypal. D'après Jung et Pauli, le rôle que joue en physique la mesure quantique en tant que lien entre les réalités holistique (à l'échelle quantique) et locale correspond en psychologie à la prise de conscience par l'individu des « objets mentaux locaux » émanant de contenus holistiques inconscients (les archétypes). En ce sens, ils postulent ensemble l'existence d'une transition parallèle (physique et psychologique) entre la dimension holistique et ontologique de la réalité sous-jacente et celle locale et épistémologique de la conscience. C'est à l'intérieur de cette seconde dimension qu'apparaîtrait le double aspect complémentaire de ce qui ne serait au fond qu'une seule et même réalité. 
Pauli et Jung définissent conformément à cette idée un projet de justification du monisme à double aspect, non pas à partir des conceptions philosophiques du passé, mais en s'appuyant sur les deux nouvelles sciences que sont alors la physique quantique et la psychologie de l'inconscient. D'après William Seager (en), ce sont notamment les données fournies par la physique quantique qui font de cette théorie spéculative une source valable d'inspiration pour une réactualisation de la théorie du double aspect :
« La genèse de la théorie à double aspect de Pauli provient avant tout de sa compréhension de certaines intuitions apportées par la théorie quantique, plutôt que d'une étude de l'histoire de la philosophie. Je pense effectivement que l'approche quantique de Pauli conforte, par un argument nouveau et très intéressant, la théorie du double aspect de la relation-matière, qui lui donne un intérêt philosophique réel. »

#### Autres développements contemporains
Dans un article paru en 1948, peu avant les premières publications communes de Pauli et Jung, le logicien et mathématicien suisse Paul Bernays expose lui aussi les enjeux philosophiques du concept physique de complémentarité, influençant les récents développements sur la question. Il établit l'existence de deux formes distinctes de complémentarité en physique quantique :
1. la complémentarité fondée sur la non-commutativité (ou non-permutabilité) des mesures réalisées sur les états quantiques, entraînant toutes sortes de caractéristiques quantiques typiques telles que les états de superpositions, les probabilités quantiques, l'indétermination, les relations d'incertitude, la violation des inégalités de Bell
2. la complémentarité dite « de Bohr », par laquelle deux descriptions s'excluent mutuellement, tout en étant toutes les deux nécessaires à la description exhaustive d'une situation.

La caractéristique essentielle de la première forme de complémentarité est que l'ordre dans lequel sont réalisées deux mesures quantiques peut faire une différence, ce qui engendre alors une asymétrie des observations qui ne peut pas s'expliquer par la causalité physique. C'est le cas chaque fois que la mesure x réalisée en premier sur un état quantique modifie le résultat de la mesure y réalisée en second sur un autre état quantique par rapport à ce qui se serait produit si la mesure y avait été réalisée en premier, de sorte que x {\displaystyle *} y ≠ y {\displaystyle *} x  (où {\displaystyle *} désigne une opération commutative quelconque). La seconde forme de complémentarité a quant à elle une plus large portée philosophique puisqu'elle étend son champ d'application à la compréhension de la relation entre le physique et le mental. Elle implique que seul l'un ou l'autre des aspects, le physique et le mental, soit accessible dans un contexte empirique donné, bien que les deux soient nécessaires pour obtenir une description complète de la même réalité.
Aujourd'hui, il existerait au moins deux orientations qui pourraient conduire à de véritables progrès dans la théorisation du principe de complémentarité esprit-matière. La première est représentée par le travail du chimiste suisse Hans Primas (de) qui interprète la relation entre le mental et le physique en termes de registres temporels complémentaires avec un temps mental historique – incluant le présent, le passé et le futur – et un temps physique, simple paramètre pour la dynamique. La seconde orientation est celle prise dans les années 1990 par le psychologue britannique Max Velmans (en) qui a, pour la première fois dans une approche psychologique, introduit explicitement la notion de complémentarité des deux aspects. À partir des années 2000, il reprend la conjecture de Pauli-Jung dans le cadre de ce qu'il nomme le « monisme réflexif ». Pour Velmans, la relation entre le contenu expérientiel de l'état mental d'une personne donnée et les informations qu'un observateur externe collecte sur l'activité cérébrale correspondante de cette même personne doit être considérée comme complémentaire au sens défini par le monisme à double aspect (théorie du double aspect avec un arrière-plan métaphysique moniste).

### Théorie de l'ordre implicite

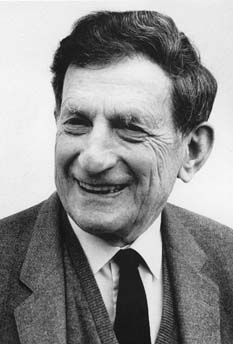
David Bohm dans les années 1980.

À partir des années 1970, le physicien David Bohm propose sa propre théorie du double aspect. Ses concepts d'ordre explicite (ou déployé) et d'ordre implicite (ou implié) lui permettent de concevoir une forme de monisme compatible avec l'idée d'un double aspect de la réalité. Alors que la notion d'ordre explicite caractérise une réalité accessible empiriquement, et donc explicable avec nos concepts empiriques habituels, la notion d'ordre implicite se réfère à un domaine ontologique caché. C'est au niveau de l'ordre explicite manifeste que Bohm considère la distinction esprit-matière, tandis que cette distinction s'estompe dans les profondeurs de l'ordre implicite :
« A chaque niveau de complexité, il y aura un "pôle mental" et un "pôle physique" [...] Mais la réalité plus profonde est quelque chose au-delà de l'esprit ou de la matière, qui sont seulement des aspects servant de termes pour l'analyse. »
Basil Hiley (en), collaborateur de Bohm dès les années 1970, développe ce point de vue en utilisant les instruments formels de représentation (au sens mathématique) des structures algébriques. Il élabore ainsi un projet de description mathématique de la structure implicite de la réalité. Précisant l'idée générale exposée dans un livre co-écrit avec Bohm mais publié un an après sa mort en 1993, The Undivided Universe (« L'Univers indivis »), Hiley s'appuie sur une algèbre pré-espace et pré-temps pour tenter d'expliquer la génération de l'espace-temps en termes de représentations de cette algèbre. 
Adoptant une approche plus proprement métaphysique, le philosophe finlandais Paavo Pylkkänen avance dans les années 1990 l'idée que les ordres implicite et explicite le sont toujours par rapport à un ordre de niveau respectivement « supérieur » ou « inférieur », ce qui implique l'idée du caractère relatif et apparent de la dualité esprit-matière. Suivant une perspective également métaphysique, le physicien français Bernard d'Espagnat argumente dans ses ouvrages les plus récents en faveur d'une théorie du double aspect où le « Réel » est interprété comme une réalité primordiale précédant la « scission matière-esprit ». Cette réalité est dite « voilée » au sens où elle est inaccessible à nos sens et échappe nécessairement à nos concepts communs.

## Théorie du double aspect et monisme neutre
Le monisme neutre est la conception initialement défendue par Ernst Mach, William James et Bertrand Russell, selon laquelle l'opposition traditionnelle entre esprit et matière est réductible à une simple différence d'organisation d'éléments considérés comme « neutres » au sens où ils ne sont ni mentaux ni physiques. Pour les monistes neutres, esprit et matière sont les mêmes phénomènes impliqués dans deux types distincts de configurations : des configurations particulières de phénomènes sous-tendent le mental, tandis que d'autres configurations spécifiques de phénomènes sous-tendent la matière. Il existe d'importants points communs mais aussi des différences majeures entre la théorie du double aspect et le monisme neutre. Dans le monisme neutre, l'esprit et la matière sont identifiables à un même domaine neutre composé des seuls phénomènes, alors que dans la théorie du double aspect, l'esprit et la matière sont deux aspects irréductibles de la réalité qui résistent comme tels à toute identification. 
Par ailleurs, la théorie du double aspect implique l'impossibilité de saisir directement la réalité, lorsque celle-ci du moins est interprétée comme un domaine ontologique sous-jacent aux phénomènes. Par conséquent, les théoriciens du double aspect ont tendance à développer des conceptions métaphysiques du domaine sous-jacent justifiant une vision moniste de la réalité qui contraste avec leur conception dualiste des phénomènes. À l'inverse, les monistes neutres se réfèrent exclusivement à des modes de perception empiriques ou phénoménologiques considérés comme communs, élémentaires et de même nature. Ainsi, Ernst Mach et Bertrand Russell identifient l'ensemble du domaine neutre à des « données sensorielles », tandis que Richard Avenarius et William James s'appuient sur la notion d'« expérience pure ». Ils excluent donc tout développement métaphysique.